# 米沢市警察
米沢市警察（よねざわしけいさつ）は、かつて存在した山形県米沢市の自治体警察。

## 概要
旧警察法の施行で、従来の山形県警察部が解体され、1948年（昭和23年）3月7日に米沢市警察署が設置された。
その後、1954年（昭和29年）に、旧警察法を全面改正する形で新警察法が公布された。これにより国家地方警察と自治体警察が廃止され、新たに都道府県警察として山形県警察本部が発足。米沢市警察も山形県警察に統合され、姿を消した。